# Gynaecoserica lobiceps
Gynaecoserica lobiceps är en skalbaggsart som beskrevs av Ahrens och Fabrizi 2009. Gynaecoserica lobiceps ingår i släktet Gynaecoserica och familjen Melolonthidae. Inga underarter finns listade i Catalogue of Life.